# Sobral Peninsula
Sobral Peninsula är en halvö i Västantarktis. Argentina, Chile och Storbritannien gör anspråk på området.
Namnet härrör från Storbritannien. Benämningen i Chile är ’’Isla Chandler’’, i USA  ’’Sobral Peninsula’’ och i Argentina ’’Península Sobral ’’.